# Batha (Tchad)
Pour les articles homonymes, voir Batha.
Le Batha est une des 23 régions du Tchad (Décrets N° 415/PR/MAT/02 et 419/PR/MAT/02) dont le chef-lieu est Ati. Elle correspond à l'ancienne préfecture du Batha.

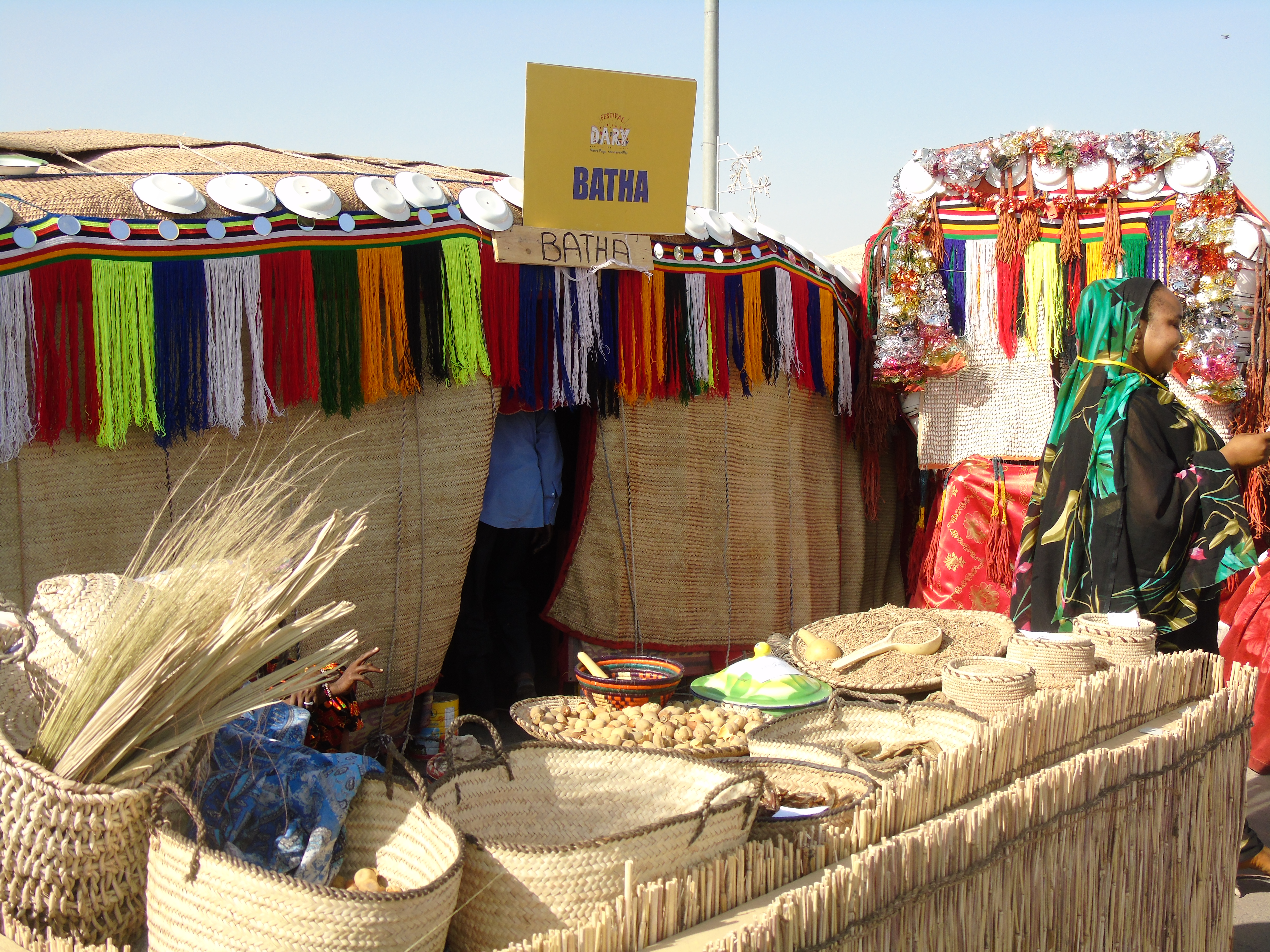

## Situation
La région est située au centre du pays.
|                | Borkou | Wadi Fira |
| Bahr El Ghazel | Batha  | Ouaddaï   |
| Hadjer-Lamis   | Guéra  | Sila      |

## Subdivisions
La région du Batha est divisée en 3 départements :
| Département | Chef-lieu  | Sous-préfectures                                  |
| ----------- | ---------- | ------------------------------------------------- |
| Batha Est   | Oum Hadjer | Am Sack, Assinet, Haraze Djombo Kibit, Oum Hadjer |
| Batha Ouest | Ati        | Ati, Djedaa, Koundjourou, Hidjilidje              |
| Fitri       | Yao        | N'Djamena Bilala, Yao                             |

## Démographie
La population de la région est de 527 031 habitants (2009, RGPH 2).
La population de la région était de 288 074 habitants en 1993 (RGPH 1), dont 244 010 sédentaires (ruraux, 207 997 ; urbains, 36 017) et 44 064 nomades.
Les groupes ethnico-linguistiques principaux : 
- Batha Est : les Massalat (5,73 %), les Mesmédji (5,61 %), Medego (25,34 %), les Missirié...
- Batha Ouest : les Arabes (7,62 %), les Bilala (50,11 %), les Fellata (5,60 %), les Kouka (30,71 %)...

## Administration
Liste des administrateurs :
Préfets du Batha (1960-2002)
- 6 décembre 1961 : Adoum Ahmed
- 5 décembre 1964 : Jacques Ndoungar Ngarbaroum

Gouverneurs du Batha (depuis 2002)
- ? : Mahamat Saleh Younousmi (en poste en fév. 2007)
- 15 septembre 2008 : Mahamat Zene Al-Hadj Yaya
- 13 décembre 2010 : Roudou Ngrabé Ndôh[2]

## Culture

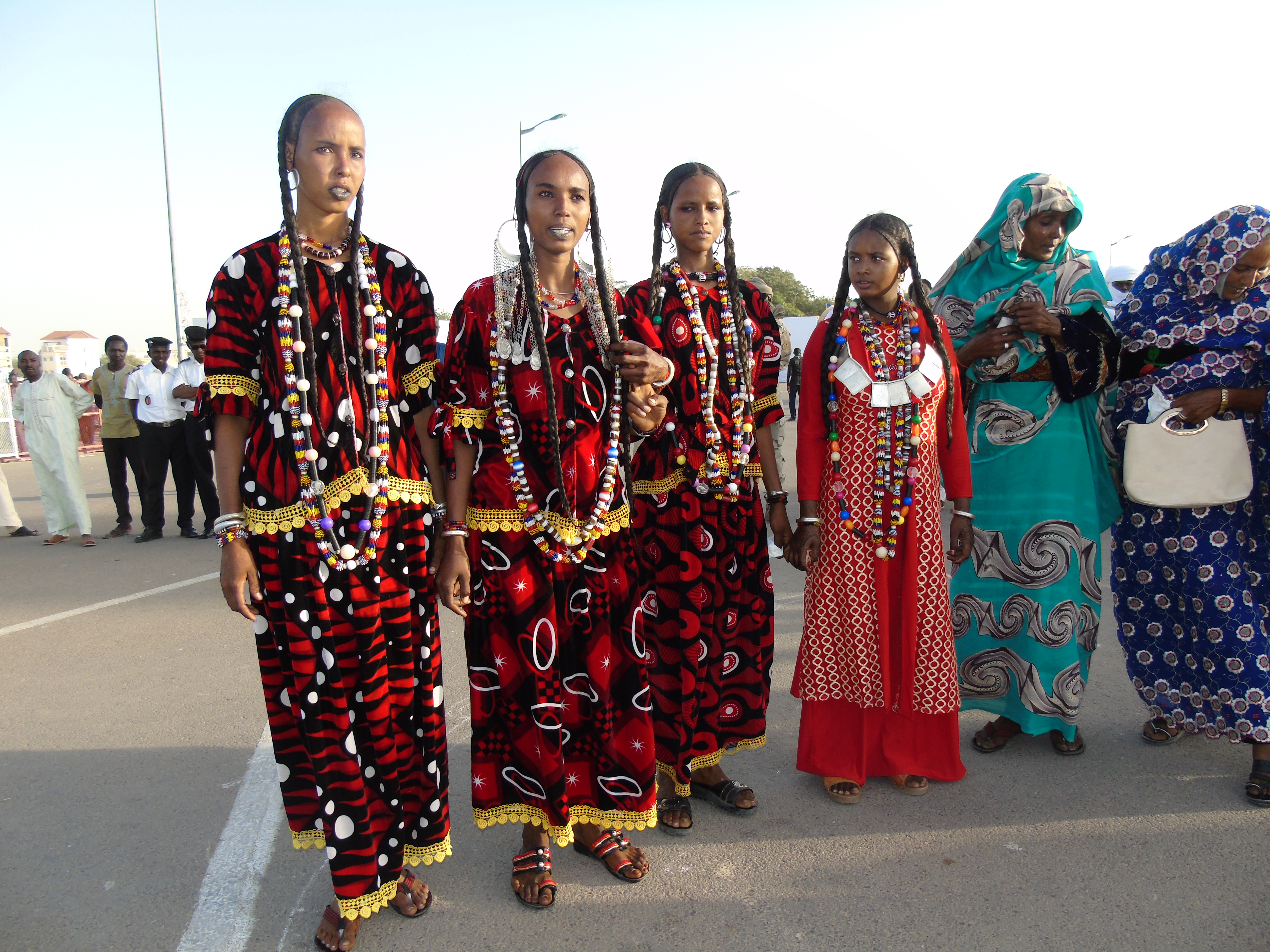
Danseuses de la province du Batha